# Lastrea acuta
Lastrea acuta là một loài dương xỉ trong họ Dryopteridaceae. Loài này được Klotzsch mô tả khoa học đầu tiên..
Danh pháp khoa học của loài này chưa được làm sáng tỏ. 